# Mobutu Sese Seko
Mobutu Sese Seko Kuku Ngbendu wa za Banga (nascido Joseph-Désiré Mobutu; Lisala, 14 de outubro de 1930 – Rabat, 7 de setembro de 1997), mais conhecido como Mobutu Sese Seko ou simplesmente Mobutu ou, ainda, apenas pelas suas iniciais MSS, foi um político e oficial militar quinxassa-congolês, primeiro e único presidente da então chamada República do Zaire (1971-1997). Anteriormente, Mobutu servira como o segundo presidente do Congo-Léopoldville, de 1965 a 1971. Também havia sido o 5.º Presidente da Organização da Unidade Africana, entre 1967 e 1968. 
Durante a Crise do Congo (1960–1965), Mobutu era o Chefe do Estado-Maior do Exército e, apoiado pela Bélgica e pelos Estados Unidos, depôs o governo democraticamente eleito do nacionalista de esquerda Patrice Lumumba, em 1960. Lumumba foi preso no início de dezembro daquele ano, pelos homens de Mobutu. Em seguida, Lumumba foi entregue ao seu pior inimigo, Tshombé, e executado, em Elisabethville, no dia 17 de janeiro de 1961. Mobutu continuou a liderar as forças armadas do seu país até tomar o poder diretamente, num segundo golpe de Estado, em 1965. Governou com mão de ferro até ser deposto, em maio de 1997, pelas tropas de Laurent-Désiré Kabila.
Para consolidar o seu poder, Mobutu estabeleceu, em 1967, o Movimento Popular da Revolução como o único partido político legal e mudou o nome do Congo para República do Zaire, em 1971; no ano seguinte, mudou também o próprio nome para Mobutu Sese Seko. Mobutu afirmava que a sua ideologia política não era "nem de esquerda nem de direita, nem mesmo de centro". Estabeleceu um regime autocrático, extremamente duro, mesmo para os padrões africanos do seu tempo. Tentou purgar o país de toda influência cultural colonial, por meio do seu programa de autenticidade nacional. Mobutu foi objecto de um culto generalizado à personalidade. Durante o seu governo, acumulou uma grande fortuna pessoal, por meio de exploração econômica e corrupção, levando alguns a qualificarem seu regime como uma cleptocracia. Foi um período de violações generalizadas dos direitos humanos. Durante seu governo, a nação também acumulou uma grande dívida, sofreu com a inflação descontrolada e massivas desvalorizações cambiais.
Mobutu recebeu forte apoio (militar, diplomático e econômico) dos Estados Unidos, França e Bélgica, que acreditavam que ele era um forte oponente do comunismo na África francófona. Ele também construiu laços estreitos com os governos do apartheid da África do Sul, de Israel e da junta grega. A partir de 1972, também foi apoiado por Mao Tsé-Tung, não apenas por sua posição antissoviética, mas também porque Mao pretendia criar um bloco de nações afro-asiáticas lideradas por ele. A enorme ajuda econômica chinesa ao Zaire proporcionava a Mobutu maior autonomia nas negociações aos governos ocidentais, permitindo-lhe identificar-se como um "revolucionário anticapitalista" e evitar recorrer ao Fundo Monetário Internacional para obter recursos financeiros.
Em 1990, a deterioração econômica e a agitação forçaram Mobutu a se coligar com os seus oponentes. Embora ele tenha usado suas tropas para impedir mudanças, seus esforços não duraram muito. Em maio de 1997, as forças rebeldes lideradas por Laurent-Désiré Kabila invadiram o país e forçaram Mobutu ao exílio. Já sofrendo de câncer de próstata avançado, morreu três meses depois, em Rabat, Marrocos. Mobutu era conhecido pelo nepotismo e pela corrupção, tendo acumulado entre 50 e 125 milhões de dólares durante o seu governo. Ele era conhecido por extravagâncias como viagens de compras a Paris no avião supersônico Concorde.

## Biografia

### Infância e educação
Mobutu, membro do grupo étnico angbandi, nasceu em 1930 em Lisala, Congo Belga. A mãe de Mobutu, Marie Madeleine Yemo, era uma empregada de hotel que fugiu para Lisala para escapar do harém de um chefe de aldeia local. Lá ela conheceu e se casou com Albéric Gbemani, cozinheiro de um juiz belga. Pouco depois ela deu à luz Mobutu. O nome "Mobutu" foi escolhido por um tio.
Gbemani morreu quando Mobutu tinha oito anos. Depois disso, ele foi criado por um tio e um avô.
A esposa do juiz belga gostou de Mobutu e ensinou-o a falar, ler e escrever fluentemente na língua francesa, a língua oficial do país no período colonial. Sua mãe viúva, Yemo, contava com a ajuda de parentes para sustentar seus quatro filhos, e a família mudava-se com frequência. A primeira educação de Mobutu ocorreu na capital Léopoldville (hoje Quinxassa). Sua mãe acabou mandando-o para um tio em Coquilhatville (atual Mebandaca), onde frequentou a Christian Brothers School, um internato de missão católica. Uma figura alta e fisicamente imponente, Mobutu dominou os esportes escolares. Ele também se destacou em matérias acadêmicas e dirigiu o jornal da turma. Ele era conhecido por suas pegadinhas e senso de humor travesso.
Um colega lembrou que quando os padres belgas, cuja primeira língua era o holandês, cometiam um erro em francês, Mobutu levantava-se na aula e apontava o erro. Em 1949, Mobutu embarcou clandestinamente a bordo de um barco, viajando rio abaixo até Léopoldville, onde conheceu uma garota. Os padres o encontraram várias semanas depois. No final do ano letivo, em vez de ser preso, foi condenado a cumprir sete anos no exército colonial, a Force Publique (FP). Este era um castigo habitual para estudantes rebeldes.

### Serviço militar
Mobutu encontrou disciplina na vida militar, bem como uma figura paterna no sargento Louis Bobozo Mobutu continuou os seus estudos pegando emprestados jornais europeus dos oficiais belgas e livros onde quer que os encontrasse, lendo-os em serviço de sentinela e sempre que tinha um momento livre. Seus favoritos eram os escritos do presidente francês Charles de Gaulle, do primeiro-ministro britânico Winston Churchill e do filósofo renascentista italiano Nicolau Maquiavel. Depois de concluir um curso de contabilidade, Mobutu começou a se dedicar profissionalmente ao jornalismo. Ainda irritado depois dos confrontos com os padres da escola, ele não se casou na igreja. Sua contribuição para as festividades de casamento foi uma caixa de cerveja, tudo o que seu salário militar podia pagar.

### Envolvimento político precoce
Como soldado, Mobutu escreveu sob pseudónimo sobre política contemporânea para Actualités Africaines (African News), uma revista criada por um colonial belga. Em 1956, ele deixou o exército e tornou-se jornalista em tempo integral, escrevendo para o diário de Léopoldville L'Avenir.
Dois anos depois, foi para a Bélgica cobrir a Exposição Mundial de 1958 e ficou para receber formação em jornalismo. Por esta altura, Mobutu já tinha conhecido muitos dos jovens intelectuais quinxassa-congoleses que desafiavam o domínio colonial. Tornou-se amigo de Patrice Lumumba e juntou-se ao Movimento Nacional Congolês (MNC) de Lumumba. Mobutu acabou se tornando assessor pessoal de Lumumba. Vários contemporâneos indicam que a inteligência belga recrutou Mobutu para ser informante do governo.
Durante as conversações de 1960 em Bruxelas sobre a independência quinxassa-congolesa, a embaixada dos EUA organizou uma recepção para a delegação quinxassa-congolesa. Cada funcionário da Embaixada recebeu uma lista de membros da delegação para se reunir e depois discutiu suas impressões. O embaixador observou: "Um nome continuava aparecendo. Mas não estava na lista de ninguém porque ele não era membro oficial da delegação, era secretário de Lumumba. Mas todos concordavam que se tratava de um homem extremamente inteligente, muito jovem, talvez imaturo, mas um homem com grande potencial."
Após as eleições gerais, Lumumba foi encarregado de criar um governo. Ele deu a Mobutu o cargo de Secretário de Estado da Presidência. Mobutu teve muita influência na determinação final do resto do governo. Perdeu o acesso privado a Lumumba após a independência, à medida que o novo primeiro-ministro se tornou ocupado e rodeado de assessores e colegas, levando os dois a afastarem-se.

### Crise do Congo

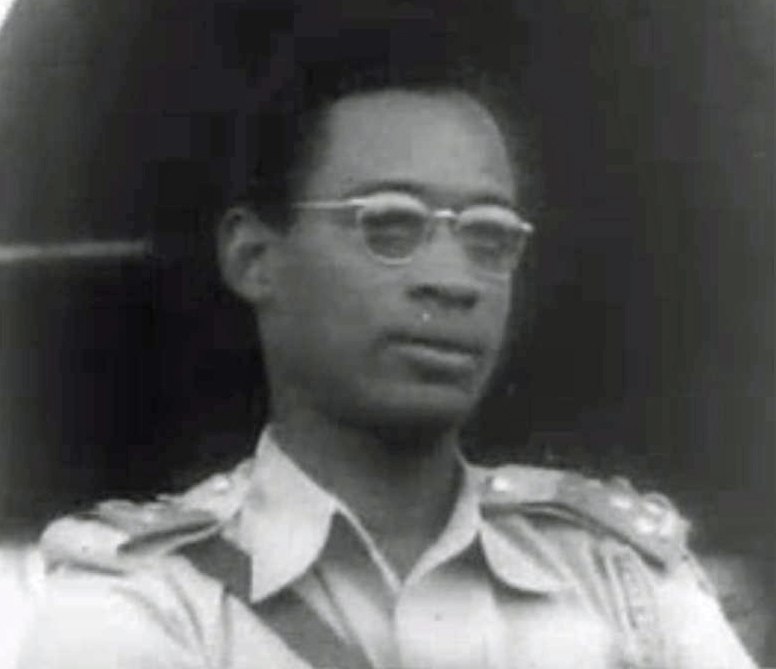
Coronel Mobutu em 1960

Em 5 de julho de 1960, soldados da Force Publique estacionados em Camp Léopold II em Léopoldville, insatisfeitos com sua liderança e condições de trabalho totalmente brancas, amotinaram-se. A revolta se espalhou pela região nos dias seguintes. Mobutu ajudou outros funcionários nas negociações com os amotinados para garantir a libertação dos oficiais e das suas famílias. No dia 8 de Julho, o Conselho de Ministros reuniu-se numa sessão extraordinária sob a presidência do Presidente Joseph Kasa-Vubu em Camp Léopold II para abordar a tarefa de africanizar a guarnição.

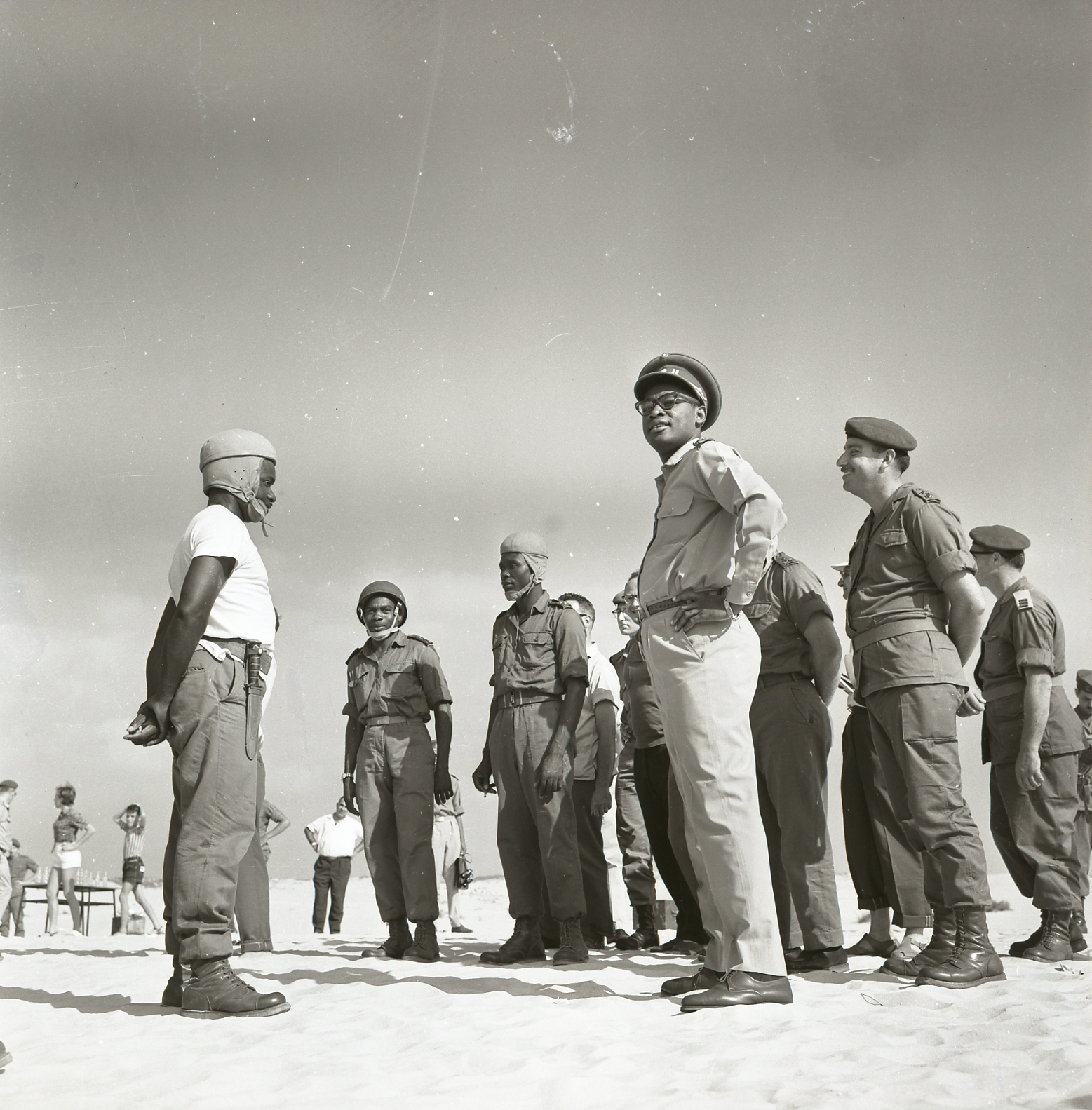
Mobutu em uma visita a Israel em 1963, onde participou de um curso abreviado de paraquedista das FDI

Os ministros debateram sobre quem seria um chefe do Estado-Maior do Exército adequado. Os dois principais candidatos ao cargo foram o Ministro da Juventude e Desportos Maurice Mpolo e Mobutu. O primeiro mostrou alguma influência sobre as tropas amotinadas, mas Kasa-Vubu e os ministros da etnia congo temiam que ele favorecesse outras etnias e decretasse um golpe de Estado se lhe fosse dado o poder. Este último foi percebido como mais favorável às aspirações políticas dos congos. Kasa-Vubu considerou Mpolo corajoso, mas favoreceu a Mobutu, que lhe parecia mais maleável. À medida que as discussões continuavam, o gabinete começou a se dividir de acordo com quem preferia servir como chefe de gabinete. Lumumba queria manter os dois homens em seu governo e evitar perturbar um de seus campos de apoiadores. No final, Mobutu recebeu o cargo e recebeu o posto de coronel. No dia seguinte, delegações governamentais deixaram a capital para supervisionar a africanização do exército; Mobutu foi enviado para Equador. Enquanto esteve lá, Mpolo atuou como Chefe do Estado-Maior do ANC. Mobutu ficou ofendido com este acontecimento e, ao regressar à capital, confrontou Lumumba numa reunião de gabinete, dizendo: "Ou eu era indigno e vocês têm de me despedir, ou cumpri fielmente a minha missão e por isso mantenho a minha posição e funções."
O diplomata britânico Brian Urquhart servindo nas Nações Unidas escreveu: "Quando conheci Mobutu em julho de 1960, ele era o principal assistente militar do primeiro-ministro Patrice Lumumba e acabara de se promover de sargento a tenente-coronel. Em comparação com seu chefe, Mobutu foi um pilar do pragmatismo […]. Foi a ele que apelamos quando fomos presos pelos guardas de Lumumba […]. Foi ele quem apresentou, de uma forma desconcertantemente casual, os pedidos mais complexos de Lumumba – que a ONU deveria, por exemplo, assumir a folha de pagamento do exército quinxassa-congolês potencialmente amotinado. Naqueles primeiros dias, Mobutu parecia um jovem comparativamente sensato."
Encorajada por um governo belga que pretendia manter o seu acesso às ricas minas quinxassa-congolesas, a violência separatista eclodiu no sul. Preocupado com o facto de a força das Nações Unidas enviada para ajudar a restaurar a ordem não estar a ajudar a esmagar os separatistas, Lumumba recorreu à União Soviética em busca de assistência. Ele recebeu ajuda militar maciça e cerca de mil conselheiros técnicos soviéticos em seis semanas. Como isto acontecia durante a Guerra Fria, o governo dos EUA temia que a atividade soviética fosse uma manobra para espalhar a influência comunista na África Central. Kasa-Vubu foi encorajado pelos EUA e pela Bélgica a demitir Lumumba, o que fez em 5 de Setembro. Um Lumumba indignado declarou Kasa-Vubu deposto. O Parlamento recusou-se a reconhecer as demissões e apelou à reconciliação, mas nenhum acordo foi alcançado.
Lumumba e Kasa-Vubu ordenaram que Mobutu prendesse o outro. Como Chefe do Estado-Maior do Exército, Mobutu sofreu grande pressão de diversas fontes. As embaixadas das nações ocidentais, frações da elite burguesa nacional, bem como os subordinados de Kasa-Vubu e Mobutu, eram todos a favor de se livrar de Lumumba, sob pretexto de combater os soviéticos. Percebendo a predisposição de Mobutu, Kasa-Vubu então articulou e reuniu conspiradores dispostos a desestabilizar o governo, reunindo secretamente figuras como Moïse Tshombe, Harold Lynden, Albert Kalonji, Jean Bolikango e Joseph Iléo, todos agindo para influenciar o golpe. Em 14 de Setembro, Mobutu lançou um golpe de Estado, declarando que tanto Kasa-Vubu como Lumumba seriam "neutralizados" e estabelecendo um novo governo de licenciados universitários, o Colégio de Comissários Gerais, mantendo Kasa-Vubu na presidência. Lumumba rejeitou esta acção, mas foi forçado a retirar-se para a sua residência. No dia do golpe, Mobutu apareceu sem avisar na sede da ONU em Léopoldville e recusou-se a sair, até que a rádio anunciou o golpe, levando Mobutu a dizer repetidamente "C'est moi! " ("Este sou eu!"). Mobutu tinha se refugiado na sede da ONU para o caso o seu próprio golpe fracassar, recebendo, assim, cobertura de Urquhart e da ONU.
Percebendo o complô internacional de apoio ao golpe de Estado levado a cabo pelos Estados Unidos, Bélgica, França e Reino Unido, Lumumba tentou estabelecer-se com seus apoiantes no final de novembro em Stanleyville, para declarar um novo governo. Ele foi capturado pelas tropas de Mobutu no início de dezembro e encarcerado no quartel-general em Thysville. No entanto, Mobutu ainda o considerava uma ameaça e transferiu-o para o estado sessecionista de Catanga em 17 de janeiro de 1961. Mais tarde foi descoberto que ele foi executado no mesmo dia pelas forças separatistas de Moïse Tshombe, depois que Mobutu o entregou.

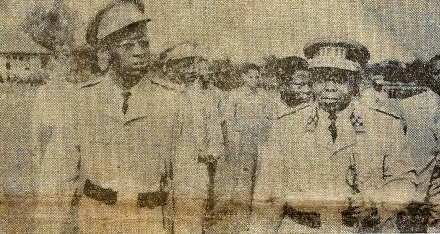
Coronel Joseph-Desiré Mobutu (à esquerda) com o presidente Joseph Kasa-Vubu, 1961

Em 23 de janeiro de 1961, Kasa-Vubu promoveu Mobutu a major-general. O historiador De Witte argumenta que esta foi uma ação política, "que visava fortalecer o exército e a posição de Mobutu dentro do exército, o único apoio do presidente" naquela altura.
Em 1964, Pierre Mulele liderou guerrilheiros na rebelião de Cuílo, ocorrendo paralelamente a rebelião Simba. Rapidamente as duas frentes ocuparam dois terços do Congo. Em resposta, o exército quinxassa-congolês, liderado por Mobutu, reconquistou todo o território em 1965.

### Segundo golpe e consolidação do poder
A aliança política Convenção Nacional Congolesa, do primeiro-ministro Moïse Tshombe, obteve uma grande maioria nas eleições de março de 1965, mas Kasa-Vubu nomeou um líder anti-Tshombe, Évariste Kimba, como primeiro-ministro designado. No entanto, o Parlamento recusou-se por duas vezes a confirmá-lo. Com o governo quase paralisado, Mobutu tomou o poder num golpe de Estado sem derramamento de sangue em 24 de Novembro. Ele havia completado 35 anos um mês antes. Mobutu deu o golpe de Estado apoiado e com um forte financiamento das elites burguesas que comandavam o país, centradas principalmente na figura de Maurice Alhadeff. Alhadeff também foi a ponte do golpe entre as autoridades americanas e as frações burguesas franco-belgas e israelenses interessadas no golpe.
Sob os auspícios de um estado de excepção (regime d'exception), Mobutu assumiu poderes abrangentes – quase absolutos – durante cinco anos. No seu primeiro discurso ao tomar o poder, Mobutu disse a uma grande multidão no principal estádio de Léopoldville que, uma vez que os políticos tinham levado o Congo à ruína em cinco anos, levaria pelo menos esse tempo para consertar as coisas novamente e, portanto, haveria não haverá mais atividade partidária política por cinco anos. Em 30 de Novembro de 1965, o Parlamento aprovou uma medida que transferia a maior parte dos poderes legislativos para Mobutu e o seu gabinete, embora mantivesse o direito de rever os seus decretos. No início de março de 1966, ele abriu uma nova sessão do Parlamento declarando que estava revogando o seu direito de revisão, e duas semanas depois o seu governo suspendeu permanentemente o órgão e assumiu todas as suas restantes funções.

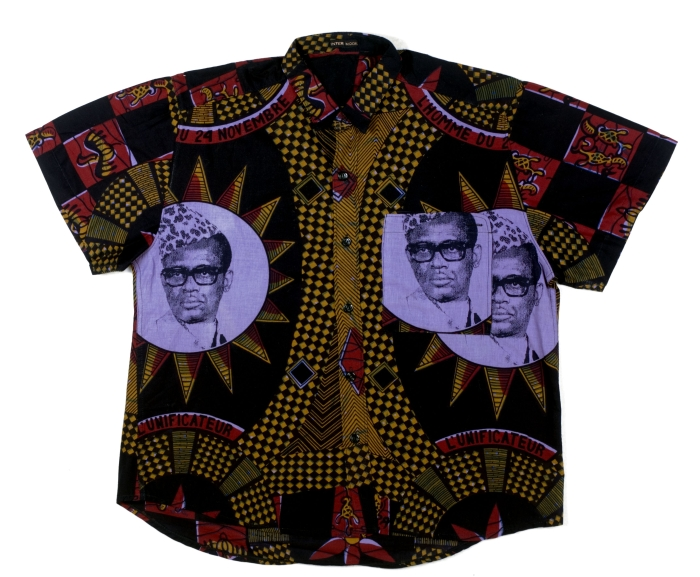
Uma camisa de algodão quinxassa-congolesa decorada com um retrato de Mobutu da coleção do Tropenmuseum de Amsterdã

Inicialmente, o governo de Mobutu apresentou-se como apolítico ou mesmo antipolítico. A palavra “político” carregava conotações negativas e tornou-se quase sinônimo de alguém perverso ou corrupto. Em 1966 foi criado o Corpo de Voluntários da República, um movimento de vanguarda destinado a mobilizar o apoio popular a favor de Mobutu, que foi proclamado o "Segundo Herói Nacional" da nação depois de Lumumba. Apesar do papel central que desempenhou na destituição de Lumumba, Mobutu trabalhou para se apresentar como um sucessor do legado de Lumumba. Um dos seus princípios fundamentais no início do seu governo foi o "autêntico nacionalismo congolês". Em 1966, Mobutu começou a renomear cidades que tinham nomes europeus com nomes africanos mais "autênticos", e desta forma Léopoldville tornou-se Quinxassa, Stanleyville tornou-se Quissangane e Élisabethville tornou-se Lubumbashi.
1967 marcou a estreia do Movimento Popular da Revolução (MPR), que até 1990 era o único partido político legal do país. Entre os temas avançados pelo MPR na sua doutrina, o Manifesto de N'Sele, estavam o nacionalismo, a revolução e a "autenticidade". A revolução foi descrita como uma "revolução verdadeiramente nacional, essencialmente pragmática", que apelava ao "repúdio tanto do capitalismo como do comunismo". Um dos slogans do MPR era “Nem esquerda nem direita”, ao qual seria acrescentado “nem mesmo centro” nos anos posteriores.
Nesse mesmo ano, todos os sindicatos foram consolidados num único sindicato, o Sindicato Nacional dos Trabalhadores Zairenses, e colocados sob controlo governamental. Mobutu pretendia que o sindicato servisse como um instrumento de apoio à política governamental, e não como um grupo independente. Os sindicatos independentes eram ilegais até 1991.

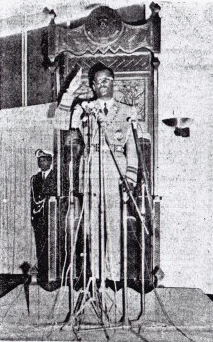
Mobutu tomou posse como Presidente da República Democrática do Congo após as eleições de 1970

Enfrentando muitos desafios no início do seu governo, Mobutu converteu muita oposição em submissão através do patrocínio; aqueles que ele não pôde cooptar, ele lidou com força. Em 1966, quatro membros do gabinete foram presos sob a acusação de cumplicidade numa tentativa de golpe de Estado, julgados por um tribunal militar e executados publicamente num espectáculo ao ar livre testemunhado por mais de 50.000 pessoas. As revoltas das antigas gendarmarias Katangan foram esmagadas, assim como os motins de Stanleyville de 1967 liderados por mercenários brancos. Em 1970, quase todas as ameaças potenciais à sua autoridade tinham sido esmagadas e, na maior parte, a lei e a ordem foram impostas a quase todas as partes do país. Esse ano marcou o auge da legitimidade e do poder de Mobutu.
Em 1970, o Rei Balduíno da Bélgica fez uma visita de Estado muito bem sucedida a Quinxassa. Nesse mesmo ano foram realizadas eleições presidenciais e legislativas. Embora a constituição permitisse a existência de dois partidos, o MPR era o único partido autorizado a nomear candidatos. Para as eleições presidenciais, Mobutu foi o único candidato. A votação não foi secreta; os eleitores escolheram um livro verde se apoiassem a candidatura de Mobutu, e um livro vermelho se se opusessem à sua candidatura. Dar um voto verde foi considerado um voto pela esperança, enquanto um voto vermelho foi considerado um voto pelo caos. Nestas circunstâncias, o resultado foi inevitável – segundo dados oficiais, Mobutu foi confirmado no cargo com apoio quase unânime, obtendo 10.131.669 votos contra apenas 157 votos “não”. Mais tarde, descobriu-se que foram emitidos quase 30.500 votos a mais do que o número real de eleitores registados. As eleições legislativas decorreram de forma semelhante. Os eleitores foram apresentados a uma lista única do MPR; de acordo com dados oficiais, implausíveis 98,33% dos eleitores votaram a favor da lista do MPR.
À medida que consolidava o poder, Mobutu criou várias forças militares cujo único propósito era protegê-lo. Estes incluíam a Divisão Presidencial Especial, Guarda Civil e Serviço de Ação, e Inteligência Militar (SNIP).

### Campanha de autenticidade

Bandeira do Zaire

Embarcando numa campanha de consciência cultural pró-África, chamada authenticité, Mobutu começou a renomear cidades que reflectiam o passado colonial, a partir de 1 de Junho de 1966: Léopoldville tornou-se Quinxassa, Elisabethville tornou-se Lubumbashi e Stanleyville tornou-se Quissangane. Em outubro de 1971, ele renomeou o país como República do Zaire. Ordenou às pessoas que mudassem os seus nomes europeus para africanos, e os padres foram avisados de que enfrentariam cinco anos de prisão se fossem apanhados a baptizar uma criança zairense com um nome europeu. Trajes e gravatas ocidentais foram proibidos, e os homens foram forçados a usar uma túnica ao estilo de Mao, conhecida como abacost (abreviação de à bas le costume, ou "abaixo o terno"). O Natal foi transferido de dezembro para junho por ser uma data mais “autêntica”.
Em 1972, de acordo com seu próprio decreto do ano anterior, Mobutu renomeou-se Mobutu Sese Seko Nkuku Ngbendu Wa Za Banga (que significa "O guerreiro todo-poderoso que, por causa de sua resistência e vontade inflexível de vencer, vai de conquista em conquista, deixando fogo em seu rastro."). Nessa época, ele evitou o uniforme militar em favor do que se tornaria sua imagem clássica - o homem alto e imponente carregando uma bengala enquanto usava um abacostes, óculos de armação grossa e um barrete de pele de leopardo.
Em 1974, uma nova constituição consolidou o domínio de Mobutu sobre o país. Definiu o MPR como a “instituição única” do país. Foi oficialmente definido como “a nação politicamente organizada” – em essência, o estado era uma correia de transmissão do partido. Todos os cidadãos tornaram-se automaticamente membros do MPR desde o nascimento. A constituição afirmava que o MPR era encarnado pelo presidente do partido, eleito a cada sete anos na sua convenção nacional. Ao mesmo tempo, o presidente do partido foi automaticamente nomeado candidato único para um mandato de sete anos como presidente da república; ele foi confirmado no cargo por um referendo. O documento codificou os poderes de emergência que Mobutu exerceu desde 1965; conferiu a Mobutu a "plenitude do exercício do poder", concentrando efetivamente todo o poder de governo em suas mãos. Mobutu foi reeleito três vezes sob este sistema, cada vez por margens implausivelmente elevadas de 98 por cento ou mais. Uma lista única de candidatos do MPR era devolvida à legislatura a cada cinco anos com margens igualmente implausíveis; números oficiais deram à lista MPR apoio unânime ou quase unânime. Numa dessas eleições, em 1975, a votação formal foi totalmente dispensada. Em vez disso, a eleição ocorreu por aclamação; os candidatos foram apresentados em locais públicos em todo o país, onde puderam ser aplaudidos.

## Governo de um homem só

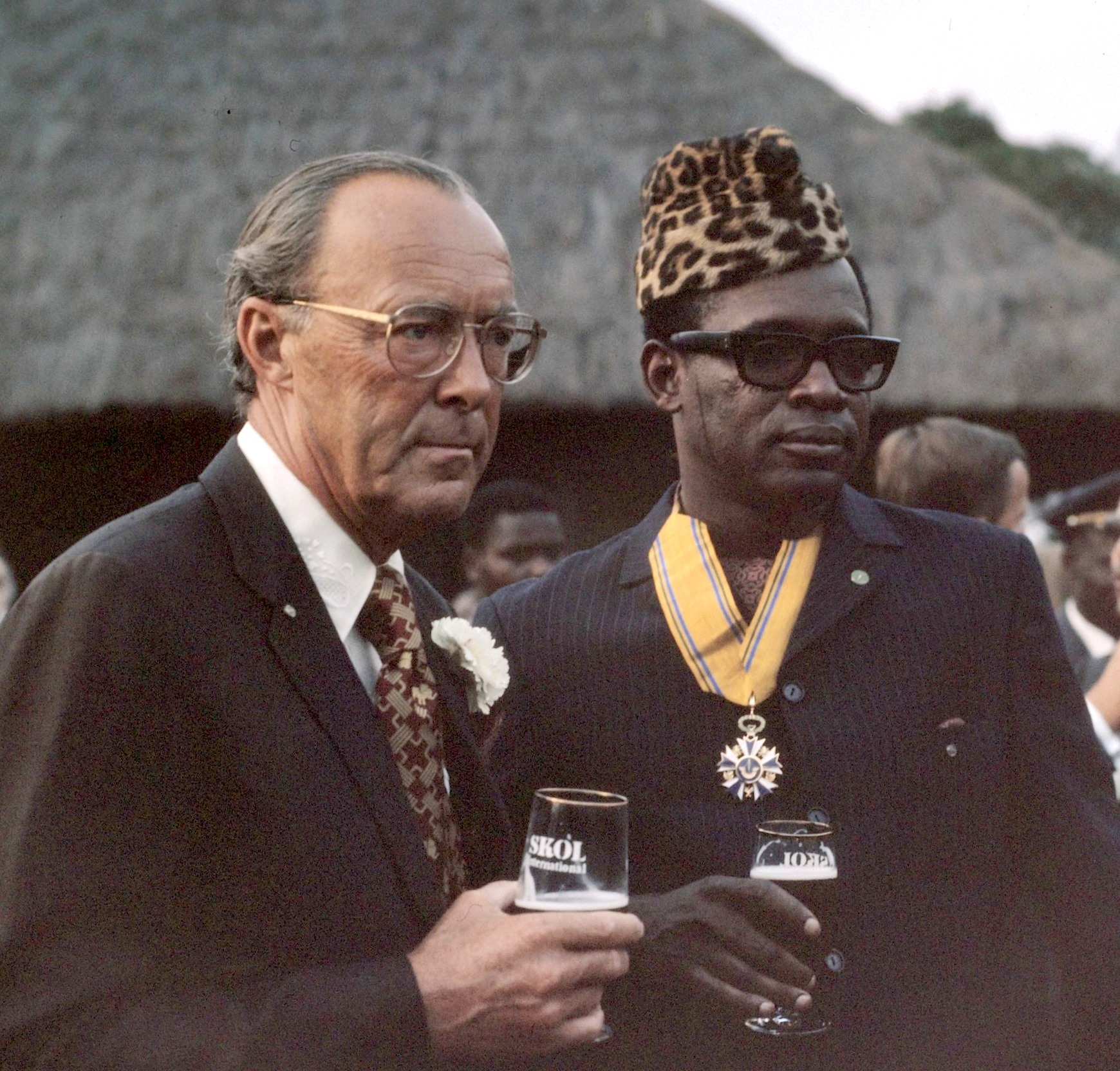
Mobutu Sese Seko com o príncipe holandês Bernardo em 1973

No início do seu governo, Mobutu consolidou o poder executando publicamente rivais políticos, separatistas, conspiradores golpistas e outras ameaças ao seu governo. Para dar o exemplo, muitos foram enforcados diante de grandes audiências. Essas vítimas incluíam o ex-primeiro-ministro Évariste Kimba, que, com três membros do gabinete — Jérôme Anany (ministro da Defesa), Emmanuel Bamba (ministro das Finanças) e Alexandre Mahamba (ministro das Minas e Energia) - foi julgado em maio de 1966 e enviado para a forca no dia 30 de maio, diante de um público de 50 mil espectadores. Os homens foram executados sob a acusação de estarem em contacto com o Coronel Alphonse Bangala e o Major Pierre Efomi, com o objectivo de planear um golpe de Estado. Mobutu explicou as execuções da seguinte forma: "Era preciso dar um exemplo espetacular e criar as condições para a disciplina do regime. Quando um chefe toma uma decisão, ele decide - ponto final."
Em 1968, Pierre Mulele, Ministro da Educação de Lumumba e líder rebelde durante a rebelião Simba de 1964, foi atraído para fora do exílio em Brazzaville, acreditando que receberia anistia. Em vez disso, foi torturado e morto pelas forças de Mobutu. Enquanto Mulele ainda estava vivo, seus olhos foram arrancados, seus órgãos genitais foram arrancados e seus membros foram amputados um por um.
Mobutu mais tarde mudou para uma nova tática, subornando rivais políticos. Ele usou o slogan “Mantenha seus amigos por perto, mas seus inimigos ainda mais perto”  para descrever sua tática de cooptar oponentes políticos por meio de suborno. Uma tática favorita de Mobutu era tocar "cadeiras musicais", alternando os membros do seu governo, mudando constantemente a lista do gabinete para garantir que ninguém representasse uma ameaça ao seu governo. Entre Novembro de 1965 e Abril de 1997, Mobutu reorganizou o seu gabinete 60 vezes. As frequentes remodelações de gabinete, conforme pretendido, encorajaram a insegurança nos seus ministros, que sabiam que o inconstante Mobutu remodelaria o seu gabinete sem qualquer consideração pela eficiência e competência por parte dos seus ministros. A frequência com que os homens entravam e saíam do gabinete também encorajava a corrupção grosseira porque os ministros nunca sabiam quanto tempo poderiam estar no cargo, encorajando-os assim a roubar tanto quanto possível enquanto estivessem no gabinete. Outra tática era prender e às vezes torturar membros dissidentes do governo, apenas para depois perdoá-los e recompensá-los com altos cargos. O historiador quinxassa-congolês Emizet F. Kisangani escreveu: "A maioria dos funcionários públicos sabia que, independentemente da sua ineficiência e grau de corrupção, poderiam reingressar no governo. Manter um cargo governamental não exigia nem sentido de gestão nem boa consciência. Na maioria das ocasiões, eficácia e uma boa consciência eram os principais obstáculos ao avanço político. Mobutu exigia lealdade pessoal absoluta em troca da oportunidade de acumular riqueza". Já em 1970, estimava-se que Mobutu tinha roubado 60% do orçamento nacional desse ano, marcando-o como um dos líderes mais corruptos de África e do mundo. Kisangani escreveu que Mobutu criou um sistema de corrupção institucional que degradou enormemente a moralidade pública ao recompensar a venalidade e a ganância.

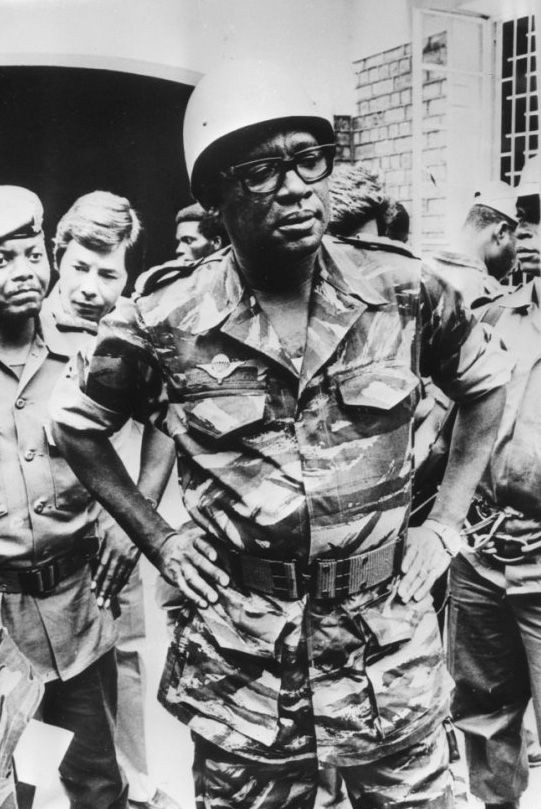
Mobutu Sese Seko em uniforme militar, 1978

Em 1972, Mobutu tentou, sem sucesso, ser nomeado presidente vitalício. Em junho de 1983, elevou-se ao posto de Marechal de Campo; a ordem foi assinada pela General Likulia Bolongo. Victor Nendaka Bika, na qualidade de Vice-Presidente da Mesa do Comitê Central, segunda autoridade no país, fez um discurso repleto de elogios ao Presidente Mobutu.
Para obter as receitas dos recursos congoleses, Mobutu inicialmente nacionalizou empresas estrangeiras e forçou os investidores europeus a sair do país. Mas em muitos casos ele entregou a gestão destas empresas a familiares e associados próximos, que rapidamente exerceram a sua própria corrupção e roubaram os activos das empresas. Em 1973-1974, Mobutu lançou sua campanha de "Zairianização", nacionalizando empresas estrangeiras que foram entregues aos zairenses. Em Outubro de 1973, o choque petrolífero árabe pôs fim ao “longo Verão” de prosperidade no Ocidente que tinha começado em 1945, e enviou a economia mundial para a sua contracção mais acentuada desde a Grande Depressão. Uma consequência do choque petrolífero e da recessão global resultante foi que o preço do cobre caiu 50% ao longo de 1974, o que se revelou um desastre para o Zaire, uma vez que o cobre era o seu produto de exportação mais importante. O historiador americano Thomas Odom escreveu por causa do colapso nos preços do cobre, o Zaire passou da "prosperidade à falência quase da noite para o dia" em 1974. O colapso económico forçou o Zaire a recorrer ao Fundo Monetário Internacional (FMI) para ajudá-lo a gerir as suas dívidas que já não podiam ser pagas. Procurando uma fonte alternativa de apoio quando os auditores do FMI descobriram grande corrupção nas finanças zairenses, Mobutu visitou a China em 1974 e regressou vestindo uma jaqueta de Mao e o novo título de Citoyen Mobutu ("Cidadão Mobutu"). Influenciado pela Revolução Cultural, Mobutu deslocou-se para a esquerda e anunciou a sua intenção de "radicalizar a revolução zairense". Os negócios que Mobutu acabara de entregar aos zairenses foram, por sua vez, nacionalizados e colocados sob controlo estatal. Ao mesmo tempo, Mobutu impôs um corte de 50% nos salários dos funcionários públicos, o que levou a uma tentativa fracassada de golpe contra ele em junho de 1975.

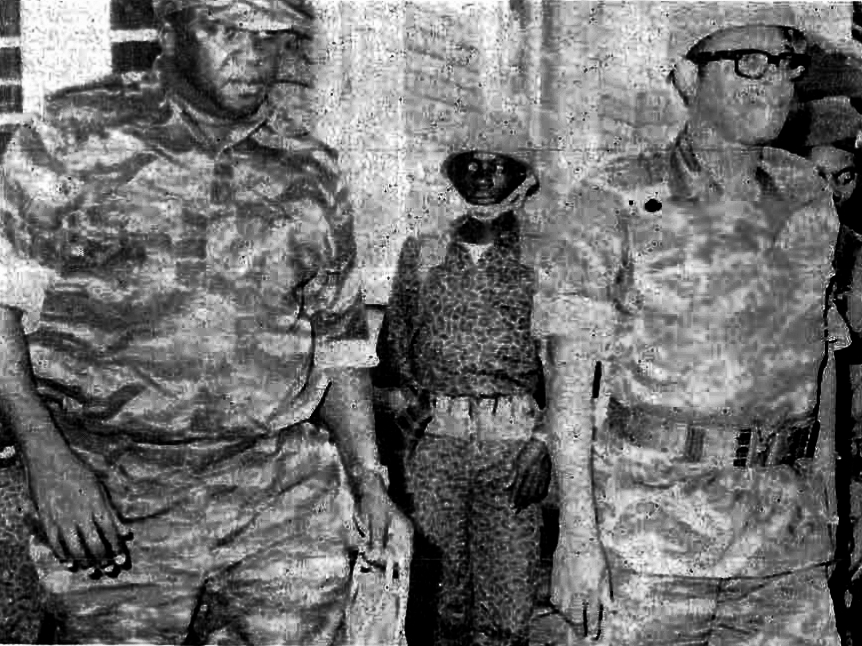
Presidente de Uganda, Idi Amin, visita o Zaire e encontra Mobutu durante o conflito Shaba I em 1977

Em 1977, as nacionalizações de Mobutu precipitaram uma tal crise econômica que Mobutu foi forçado a tentar atrair de volta os investidores estrangeiros. Os rebeldes Katangan baseados em Angola invadiram o Zaire naquele ano, em retaliação ao apoio de Mobutu aos rebeldes anti-MPLA. A França transportou de avião 1.500 pára-quedistas marroquinos para o país e repeliu os rebeldes, encerrando o Shaba I. Os rebeldes atacaram novamente o Zaire, em maior número, na invasão Shaba II de 1978. Os governos da Bélgica e da França mobilizaram tropas com apoio logístico dos Estados Unidos e derrotaram novamente os rebeldes. O fraco desempenho do Exército Zairense durante ambas as invasões Shaba, que humilhou Mobutu ao forçá-lo a pedir tropas estrangeiras, não conduziu a reformas militares. No entanto, Mobutu reduziu o tamanho do Exército de 51.000 soldados em 1978 para 23.000 soldados em 1980. Em 1980, estimou-se que cerca de 90% do Exército Zairiano eram Ngbandi, pois Mobutu não confiava nos outros povos do Zaire para servir no Exército. As melhores e mais leais unidades de Mobutu eram seus guarda-costas, a Division Spéciale Présidentielle, treinada por Israel, composta exclusivamente por Ngbandi e sempre comandada por um dos parentes de Mobutu.
Mobutu foi reeleito em eleições de candidato único em 1977 e 1984. Ele passou a maior parte do tempo aumentando sua fortuna pessoal, que em 1988 foi estimada em nada menos que US$ 50 milhões. Ele detinha a maior parte fora do país, em bancos suíços (no entanto, uma quantia comparativamente pequena de US$ 3,4 milhões foram declarados encontrados em bancos suíços depois que ele foi deposto). Isto era quase equivalente ao montante da dívida externa do país na época. Num discurso que proferiu em 20 de Maio de 1976 num estádio de futebol em Quinxassa que estava lotado com cerca de 70.000 pessoas, Mobutu aceitou abertamente a pequena corrupção, afirmando: "Se quiser roubar, roube um pouco de uma forma simpática, mas se quiser roube demais para ficar rico da noite para o dia, você será pego".  Em 1989, o governo foi forçado a deixar de pagar os empréstimos internacionais da Bélgica.
Mobutu possuía uma frota de veículos Mercedes-Benz que usava para viajar entre os seus numerosos palácios, enquanto as estradas do país se deterioravam e muitos do seu povo morriam de fome. A infra-estrutura praticamente entrou em colapso e muitos trabalhadores do serviço público passaram meses sem serem pagos. A maior parte do dinheiro foi desviada para Mobutu, a sua família e os principais líderes políticos e militares. Apenas a Divisão Presidencial Especial – de quem dependia a sua segurança física – era paga de forma adequada ou regular. Um ditado popular que diz que “os funcionários públicos fingiam trabalhar enquanto o Estado fingia pagá-los” expressava esta dura realidade. As Forces Armées Zaïroises (FAZ) sofriam de baixo moral, agravado por salários irregulares, péssimas condições de vida, escassez de suprimentos e um corpo de oficiais venal. Os soldados da FAZ comportaram-se de forma muito semelhante a uma força de ocupação brutal que se sustentava roubando a população civil do Zaire. Uma característica recorrente do governo de Mobutu foi o número aparentemente interminável de bloqueios de estradas colocados pela FAZ, que extorquiu dinheiro aos condutores de qualquer automóvel ou camião que passasse.
Outra característica da má gestão económica de Mobutu, diretamente ligada à forma como ele e os seus amigos desviaram grande parte da riqueza do país, foi a inflação galopante. O rápido declínio do valor real dos salários incentivou fortemente uma cultura de corrupção e desonestidade entre funcionários públicos de todos os tipos.
Mobutu era conhecido por seu estilo de vida opulento. Ele navegou no Congo em seu iate Kamanyola. Em Gebadolite, ele ergueu um palácio, o "Versalhes da selva". Para viagens de compras a Paris, ele fretava um Concorde da Air France; ele construiu o aeroporto de Gebadolite com uma pista longa o suficiente para acomodar os requisitos estendidos de decolagem e pouso do Concorde. Em 1989, Mobutu fretou uma aeronave Concorde F-BTSD para uma viagem de 26 de junho a 5 de julho para fazer um discurso nas Nações Unidas na cidade de Nova York, e novamente em 16 de julho para as celebrações do bicentenário francês em Paris (onde foi convidado do presidente François Mitterrand), e no dia 19 de setembro para um voo de Paris para Gebadolite, e outro voo direto de Gebadolite para Marselha com o coro juvenil do Zaire.
O governo de Mobutu ganhou a reputação de ser um dos principais exemplos mundiais de cleptocracia e nepotismo. Parentes próximos e membros da tribo Ngbandi receberam altos cargos nas forças armadas e no governo, e ele preparou seu filho mais velho, Nyiwa, para sucedê-lo como presidente; no entanto, Nyiwa morreu de AIDS em 1994.
Mobutu liderou uma das autocracias mais duradouras de África e acumulou uma fortuna pessoal estimada em mais de 50 milhões de dólares vendendo os ricos recursos naturais do seu país enquanto o povo vivia na pobreza. Enquanto estava no cargo, formou um regime totalitário responsável por inúmeras violações dos direitos humanos, tentou purgar o país de todas as influências culturais belgas e manteve uma postura anticomunista para obter apoio internacional positivo.

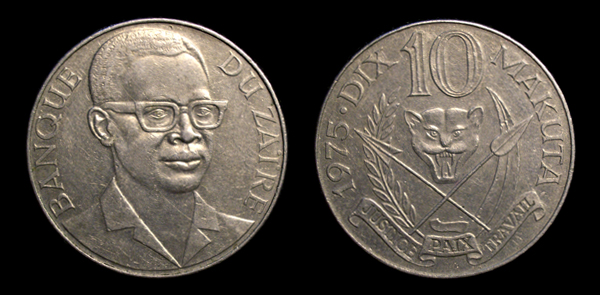
Moeda de 10 Makuta representando Mobutu Sese Seko

Mobutu foi objeto de um dos cultos à personalidade mais difundidos do século XX. O noticiário noturno começou com uma imagem dele descendo pelas nuvens como um deus. Seus retratos foram pendurados em muitos locais públicos e os funcionários do governo usaram distintivos de lapela com seu retrato. Ele detinha títulos como "Pai da Nação", "Messias", "Guia da Revolução", "Timoneiro", "Fundador", "Salvador do Povo" e "Combatente Supremo". No documentário de 1996 sobre a luta Foreman-Ali de 1974 no Zaire, os dançarinos que recebem os lutadores podem ser ouvidos cantando "Sese Seko, Sese Seko". A certa altura, no início de 1975, os meios de comunicação foram proibidos de se referir pelo nome a qualquer pessoa que não fosse Mobutu; outros foram referidos apenas pelos cargos que ocupavam.
Mobutu capitalizou com sucesso as tensões da Guerra Fria entre as nações europeias e os Estados Unidos. Ganhou apoio significativo do Ocidente e das suas organizações internacionais, como o Fundo Monetário Internacional.

### Programa espacial
No final da década de 1970, a empresa OTRAG da Alemanha Ocidental estava a desenvolver um programa para enviar satélites pacíficos para o espaço a custos mais baixos, mas uma alteração de 1954 ao Tratado de Bruxelas impediu-a de desenvolver e lançar mísseis na Alemanha. Como resultado, pagaram a Mobutu 130 milhões de dólares para desenvolver o seu programa no Zaire. Num acordo de 1978 com a OTRAG, Mobutu deu à empresa um terreno arrendado por 25 anos no Zaire. O primeiro foguete, OTRAG-1, foi lançado em 18 de maio de 1977, enquanto Mobutu observava à distância. O foguete decolou com sucesso, mas logo depois caiu e caiu de volta no chão.
Em 6 de junho de 1978, mais dois foguetes foram lançados e caíram no Zaire. No entanto, Mobutu continuou a promover o programa, afirmando que 200 zairenses foram empregados no projeto e que o país receberia royalties pelas vendas futuras de foguetes. Dois anos após o lançamento do primeiro foguetão, a União Soviética alegou que antigos cientistas nazis estavam envolvidos com a OTRAG e convenceu-se de que a empresa estava a recolher secretamente informações militares. Mobutu sucumbiu à pressão soviética, encerrou o programa e cortou relações com o OTRAG.

### Política externa

#### Relações com a Bélgica
As relações entre o Zaire e a Bélgica oscilaram entre a intimidade e a hostilidade aberta durante os anos de Mobutu. Na maioria das vezes, os decisores belgas responderam de forma sem brilho quando Mobutu agiu contra os interesses da Bélgica, em parte explicado pela classe política belga altamente dividida. As relações azedaram no início do governo de Mobutu devido a disputas envolvendo as substanciais participações comerciais e industriais belgas no país, mas aqueceram pouco depois. Mobutu e a sua família foram recebidos como convidados pessoais do monarca belga em 1968, e uma convenção de cooperação científica e técnica foi assinada nesse mesmo ano. Durante a bem sucedida visita do Rei Balduíno a Quinxassa em 1970, foi assinado um tratado de amizade e cooperação entre os dois países. No entanto, Mobutu rasgou o tratado em 1974 em protesto contra a recusa da Bélgica em proibir um livro anti-Mobutu escrito pelo advogado de esquerda Jules Chomé. A política de “zairianização” de Mobutu, que expropriou empresas estrangeiras e transferiu a sua propriedade para os zairenses, aumentou a tensão. Mobutu manteve vários contactos pessoais com belgas proeminentes. Edmond Leburton, primeiro-ministro belga entre 1973 e 1974, era alguém muito admirado pelo Presidente. Alfred Cahen, diplomata de carreira e chefe de gabinete do ministro Henri Simonet, tornou-se amigo pessoal de Mobutu quando este era estudante na Université Libre de Bruxelles. As relações com o rei Balduíno foram em sua maioria cordiais, até que Mobutu divulgou uma declaração ousada sobre a família real belga. O primeiro-ministro Wilfried Martens recordou nas suas memórias que os portões do palácio fecharam completamente depois de Mobutu publicar uma carta manuscrita do rei. Por causa disso, Mobutu foi um dos dois únicos chefes de estado que não recebeu convite para o funeral de Balduíno, sendo o outro Saddam Hussein do Iraque. Além dos laços amistosos com os belgas residentes na Bélgica, Mobutu tinha vários conselheiros belgas à sua disposição. Alguns deles, como Hugues Leclercq e o Coronel Willy Mallants, foram entrevistados no documentário de Thierry Michel, Mobutu, King of Zaire.

#### Relações com a França
Sendo então o segundo país de língua francesa mais populoso do mundo (posteriormente passou a ter uma população maior que a França) e o mais populoso da África Subsaariana, o Zaire era de grande interesse estratégico para a França. Durante a era da Primeira República, a França tendia a ficar do lado das forças conservadoras e federalistas, em oposição aos unitaristas como Lumumba. Pouco depois de a secessão de Catanga ter sido esmagada com sucesso, o Zaire (então chamado de República do Congo) assinou um tratado de cooperação técnica e cultural com a França. Durante a presidência de Charles de Gaulle, as relações diplomáticas entre os dois países tornaram-se gradualmente mais fortes e estreitas devido aos seus muitos interesses geopolíticos partilhados. Em 1971, o Ministro das Finanças Valéry Giscard d'Estaing fez uma visita ao Zaire; mais tarde, depois de se tornar presidente da França, desenvolveria uma estreita relação pessoal com o presidente Mobutu e, sob a sua liderança, a França tornou-se um dos aliados estrangeiros mais próximos e importantes do regime de Mobutu. Durante as invasões Shaba, a França aliou-se firmemente a Mobutu: durante a primeira invasão Shaba, a França transportou por via aérea 1.500 soldados marroquinos para o Zaire, e os rebeldes foram repelidos; um ano depois, durante a segunda invasão Shaba, a própria França (juntamente com a Bélgica) enviaria paraquedistas da Legião Estrangeira Francesa (2.º Regimento Estrangeiro de Paraquedas) para ajudar Mobutu.

#### Relações com a República Popular da China
Inicialmente, a relação do Zaire com a República Popular da China não era melhor do que a sua relação com a União Soviética. As memórias da ajuda chinesa a Mulele e outros rebeldes maoistas na província de Kwilu durante a malfadada Rebelião Simba permaneceram frescas na mente de Mobutu. Ele também se opôs ao assento da RPC nas Nações Unidas. No entanto, em 1972, ele começou a ver os chineses sob uma luz diferente, como um contrapeso tanto à União Soviética como aos seus laços íntimos com os Estados Unidos, Israel e África do Sul. Em novembro de 1972, Mobutu estendeu o reconhecimento diplomático aos chineses (bem como à Alemanha Oriental e à Coreia do Norte). No ano seguinte, Mobutu fez uma visita a Pequim, onde se encontrou com o presidente Mao Tsé-Tung e recebeu promessas de 100 milhões de dólares em ajuda técnica.
Em 1974, Mobutu fez uma visita surpresa à China e à Coreia do Norte, durante o período em que estava originalmente programado para visitar a União Soviética. Ao voltar para casa, tanto sua política quanto sua retórica tornaram-se marcadamente mais radicais; foi nessa época que Mobutu começou a criticar a Bélgica e os Estados Unidos (estes últimos por não fazerem o suficiente, na opinião de Mobutu, para combater o domínio da minoria branca na África do Sul e na Rodésia), introduziu o programa de "trabalho cívico obrigatório" chamado salongo, e iniciou a "radicalização" (uma extensão da política de "zairianização" de 1973). Mobutu até emprestou um título – o Timoneiro – de Mao. Aliás, do final de 1974 ao início de 1975 foi quando seu culto à personalidade atingiu o auge.
A China e o Zaire partilhavam um objectivo comum na África Central, nomeadamente fazer tudo o que estava ao seu alcance para travar as conquistas soviéticas na região. Assim, tanto o Zaire como a China canalizaram secretamente ajuda para a Frente de Libertação Nacional de Angola (e mais tarde, para a União Nacional para a Independência Total de Angola), a fim de evitar que os seus antigos aliados, o Movimento Popular para a Libertação de Angola, que foram apoiados e aumentado pelas forças cubanas, de chegar ao poder. Os cubanos, que exerceram uma influência considerável em África em apoio às forças esquerdistas e anti-imperialistas, foram fortemente patrocinados pela União Soviética durante o período. Além de convidar Holden Roberto, o líder da Frente de Libertação Nacional de Angola, e os seus guerrilheiros para treinarem em Pequim, a China forneceu armas e dinheiro aos rebeldes. O próprio Zaire lançou uma malfadada invasão preventiva de Angola numa tentativa de instalar um governo pró-Quinxassa, mas foi repelido pelas tropas cubanas. A expedição foi um fiasco com repercussões de longo alcance, principalmente as invasões Shaba I e Shaba II, às quais a China se opôs. A China enviou ajuda militar ao Zaire durante ambas as invasões e acusou a União Soviética e Cuba (que alegadamente apoiaram os rebeldes Shaban, embora isto fosse e continue a ser especulação) de trabalharem para desestabilizar a África Central.

#### Relações com a União Soviética
A relação de Mobutu com a União Soviética era fria e tensa. Anticomunista convicto, não estava ansioso por reconhecer os soviéticos; a URSS apoiou - embora principalmente em palavras - tanto Patrice Lumumba, o antecessor democraticamente eleito de Mobutu, como a rebelião Simba. No entanto, para projetar uma imagem não alinhada, ele renovou os laços em 1967; o primeiro embaixador soviético chegou e apresentou suas credenciais em 1968. Mobutu, no entanto, juntou-se aos Estados Unidos na condenação da invasão soviética da Tchecoslováquia naquele ano. Mobutu considerou a presença soviética vantajosa por duas razões: permitiu-lhe manter uma imagem de não-alinhamento e forneceu um bode expiatório conveniente para os problemas internos. Por exemplo, em 1970, ele expulsou quatro diplomatas soviéticos por realizarem "atividades subversivas" e, em 1971, vinte funcionários soviéticos foram declarados persona non grata por supostamente instigarem manifestações estudantis na Universidade Lovanium.
Moscovo foi a única grande capital mundial que Mobutu nunca visitou, embora tenha aceitado um convite para o fazer em 1974. Por razões desconhecidas, ele cancelou a visita no último minuto e, em vez disso, visitou a República Popular da China e a Coreia do Norte.
As relações esfriaram ainda mais em 1975, quando os dois países se encontraram em lados opostos na Guerra Civil Angolana. Isto teve um efeito dramático na política externa zairense na década seguinte; desprovido da sua reivindicação de liderança africana (Mobutu foi um dos poucos líderes que se recusou a reconhecer o governo marxista de Angola), Mobutu voltou-se cada vez mais para os EUA e seus aliados, adoptando posições pró-americanas em questões como a invasão soviética do Afeganistão e a posição de Israel nas organizações internacionais.

#### Relações com os Estados Unidos

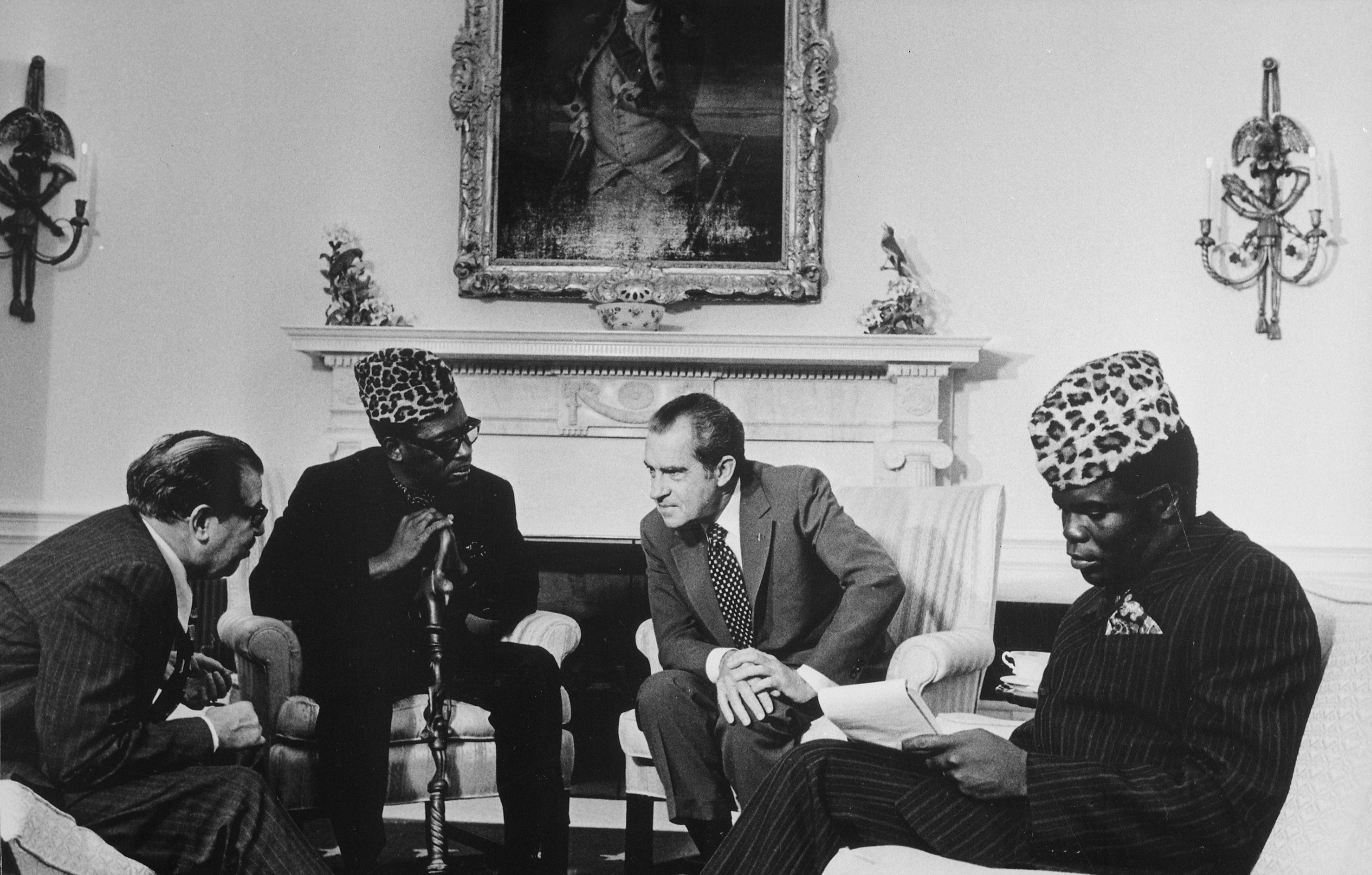
Mobutu Sese Seko e Richard Nixon em Washington, DC, outubro de 1973

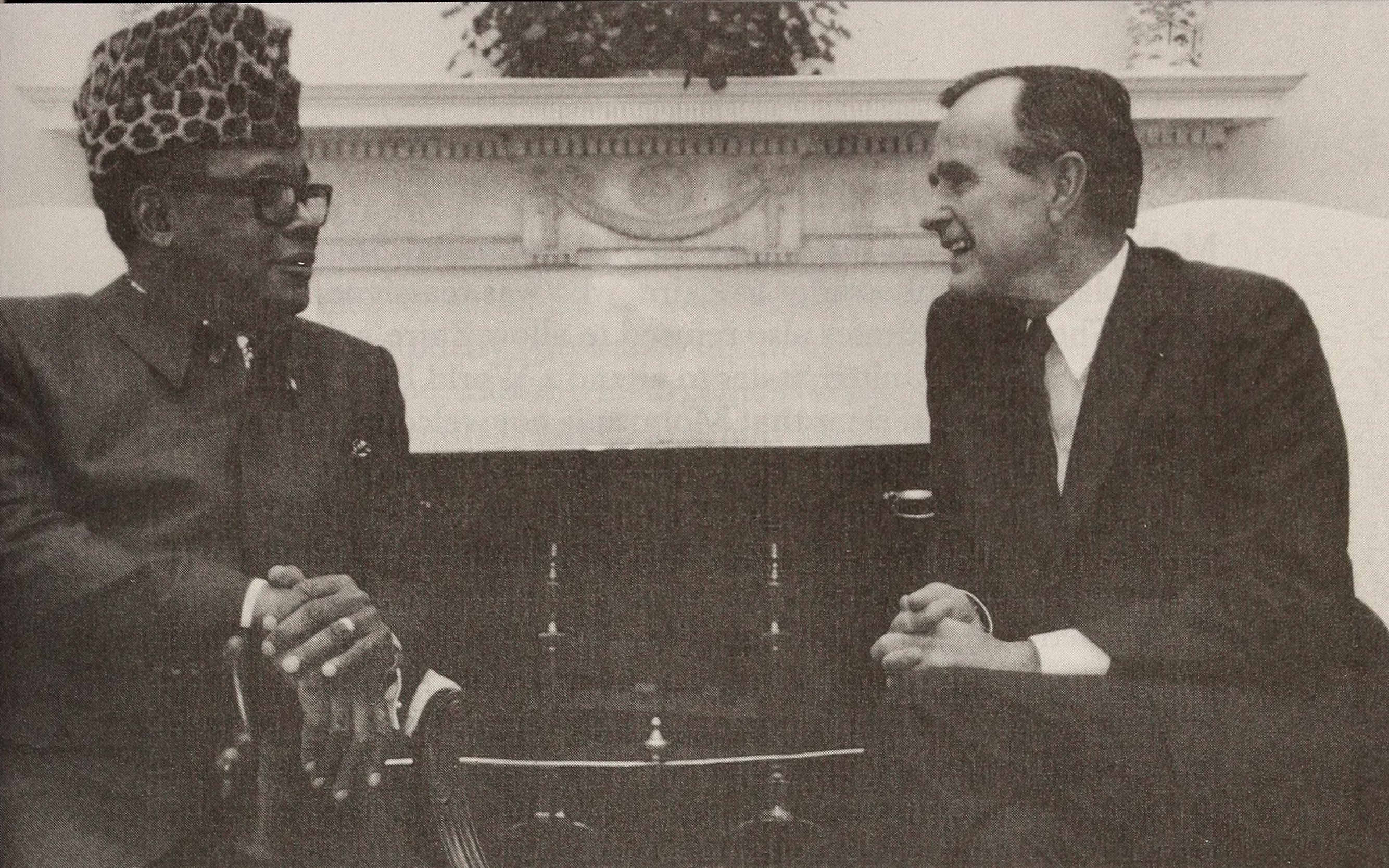
Mobutu Sese Seko e o presidente dos EUA George H. W. Bush em Washington, DC, 1989.

Na maior parte, o Zaire desfrutou de relações calorosas com os Estados Unidos. Os Estados Unidos foram o terceiro maior doador de ajuda ao Zaire (depois da Bélgica e da França), e Mobutu fez amizade com vários presidentes dos EUA, incluindo Richard Nixon, Ronald Reagan e George H. W. Bush. As relações esfriaram significativamente em 1974-1975 devido à retórica cada vez mais radical de Mobutu (que incluía suas denúncias contundentes da política externa americana), e caíram para o nível mais baixo de todos os tempos no verão de 1975, quando Mobutu acusou a Agência Central de Inteligência de planejou sua derrubada e prendeu onze generais zairenses e vários civis, e condenou (in absentia) um ex-chefe do Banco Central (Albert Ndele). Contudo, muitas pessoas encararam estas acusações com cepticismo; na verdade, um dos críticos mais ferrenhos de Mobutu, Nzongola-Ntalaja, especulou que Mobutu inventou a conspiração como uma desculpa para expurgar os militares de oficiais talentosos que de outra forma poderiam representar uma ameaça ao seu governo. Apesar destes obstáculos, a relação fria derreteu rapidamente quando ambos os países se encontraram apoiando o mesmo lado durante a Guerra Civil Angolana.
Devido ao fraco historial de Mobutu em matéria de direitos humanos, a Administração Carter colocou alguma distância entre si e o governo de Quinxassa; mesmo assim, o Zaire recebeu quase metade da ajuda externa que Carter alocou à África Subsaariana. Durante a primeira invasão Shaba, os Estados Unidos desempenharam um papel relativamente inconsequente; a sua intervenção tardia consistiu em pouco mais do que a entrega de fornecimentos não letais. Mas durante a segunda invasão Shaba, os EUA desempenharam um papel muito mais activo e decisivo, fornecendo transporte e apoio logístico aos pára-quedistas franceses e belgas que foram destacados para ajudar Mobutu contra os rebeldes. Carter repetiu as acusações (não fundamentadas) de Mobutu de ajuda soviética e cubana aos rebeldes, até que se tornou evidente que não existiam provas concretas para verificar as suas afirmações. Em 1980, a Câmara dos Representantes dos EUA votou pelo fim da ajuda militar ao Zaire, mas o Senado dos EUA restabeleceu os fundos, em resposta à pressão de Carter e dos interesses empresariais americanos no Zaire.
Mobutu desfrutou de um relacionamento muito caloroso com a Administração Reagan, através de doações financeiras. Durante a presidência de Reagan, Mobutu visitou a Casa Branca três vezes, e as críticas dos EUA ao histórico de direitos humanos do Zaire foram efectivamente silenciadas. Durante uma visita de Estado de Mobutu em 1983, Reagan elogiou o homem forte zairense como "uma voz de bom senso e boa vontade".
Mobutu também manteve um relacionamento cordial com o sucessor de Reagan, George HW Bush; ele foi o primeiro chefe de estado africano a visitar Bush na Casa Branca. Mesmo assim, a relação de Mobutu com os EUA mudou radicalmente pouco depois, com o fim da Guerra Fria. Com o fim da União Soviética, já não havia qualquer razão para apoiar Mobutu como um baluarte contra o comunismo. Assim, os EUA e outras potências ocidentais começaram a pressionar Mobutu para democratizar o regime. Relativamente à mudança de atitude dos EUA em relação ao seu regime, Mobutu observou amargamente: "Sou a última vítima da guerra fria, já não necessária aos EUA. A lição é que o meu apoio à política americana não conta para nada." Em 1993, Mobutu teve o visto negado pelo Departamento de Estado dos EUA depois de tentar visitar Washington, D.C.
Mobutu também tinha amigos na América, fora de Washington. Mobutu fez amizade com o televangelista Pat Robertson, que prometeu tentar fazer com que o Departamento de Estado suspendesse a proibição imposta ao líder africano.

## Governo de coalisão

Gui Polspoel com Frédéric François e Mobutu em Gebadolite, 1992

Em Maio de 1990, devido ao fim da Guerra Fria e a uma mudança no clima político internacional, bem como a problemas econômicos e agitação interna, Mobutu concordou em desistir do monopólio de poder do MPR. No início de Maio de 1990, estudantes do campus de Lubumbashi da Universidade Nacional do Zaire protestaram contra o regime de Mobutu, exigindo a sua demissão.  Na noite de 11 de maio de 1990, a eletricidade foi cortada no campus enquanto uma unidade militar especial chamada Les Hiboux ("As Corujas") era enviada, armada com facões e baionetas.  Na madrugada de 12 de maio de 1990, pelo menos 290 estudantes haviam sido mortos.  O massacre levou as nações da Comunidade Econômica Europeia (agora União Europeia), os Estados Unidos e o Canadá a encerrar toda a ajuda não humanitária ao Zaire, o que marcou o início do fim do apoio ocidental a Mobutu. 
Mobutu nomeou um governo de transição que levaria às eleições prometidas, mas manteve poderes substanciais. Após os motins de 1991 em Quinxassa, perpetrados por soldados não remunerados, Mobutu trouxe figuras da oposição para um governo de coligação, mas ainda assim foi conivente para manter o controlo dos serviços de segurança e de ministérios importantes. As divisões faccionais levaram à criação de dois governos em 1993, um pró e outro anti-Mobutu. O governo anti-Mobutu foi chefiado por Laurent Monsengwo e Étienne Tshisekedi da União para a Democracia e o Progresso Social (UDPS).
A situação econômica ainda era sombria e, em 1994, os dois grupos fundiram-se no Conselho Superior da República – Parlamento de Transição (HCR-PT). Mobutu nomeou Kengo Wa Dondo, um defensor da austeridade e das reformas de livre mercado, como primeiro-ministro. Durante este período, Mobutu estava a tornar-se cada vez mais frágil fisicamente e durante uma das suas viagens à Europa para tratamento médico, a etnia tútsis capturou grande parte do leste do Zaire.

## Queda do poder
As sementes da queda de Mobutu foram plantadas no Genocídio de Ruanda, quando cerca de 800 mil tutsis e hutus moderados foram massacrados por cerca de 200 mil extremistas hutus ajudados pelo governo de Ruanda em 1994. O genocídio terminou quando a Frente Patriótica Ruandesa, dominada pelos tútsis, tomou todo o país, levando centenas de milhares de hutus, incluindo muitos dos assassinos genocidas, a fugir para campos de refugiados no leste do Zaire. Mobutu acolheu os extremistas hutus como convidados pessoais e permitiu-lhes estabelecer bases militares e políticas nos territórios orientais, de onde atacaram e mataram tútsis étnicos do outro lado da fronteira no Ruanda e no próprio Zaire, aparentemente para se prepararem para uma nova ofensiva no Ruanda. O novo governo ruandês começou a enviar ajuda militar aos tutsis zairenses em resposta. O conflito resultante começou a desestabilizar o leste do Zaire como um todo.
Quando o governo de Mobutu emitiu uma ordem em Novembro de 1996, forçando os tútsis a deixar o Zaire sob pena de morte, a etnia tútsi no Zaire, conhecida como baniamulenge, foi o ponto focal de uma rebelião. Do leste do Zaire, os rebeldes, auxiliados por forças governamentais estrangeiras sob a liderança do presidente Yoweri Museveni de Uganda e do ministro da Defesa de Ruanda, Paul Kagame, lançaram uma ofensiva para derrubar Mobutu, unindo forças com os moradores locais que se opunham a ele sob o comando de Laurent-Désiré Kabila enquanto marchavam oeste em direção a Quinxassa. Burundi e Angola também apoiaram a rebelião crescente, que se transformou na Primeira Guerra do Congo.
Doente de câncer, Mobutu estava na Suíça para tratamento, e não conseguiu coordenar a resistência que desmoronou antes da marcha. As forças rebeldes teriam tomado completamente o país muito mais cedo do que o fizeram, se não fosse pela infraestrutura decrépita do país. Na maioria das áreas não existiam estradas pavimentadas; os únicos caminhos para veículos eram estradas de terra utilizadas irregularmente.
Em meados de 1997, as forças de Kabila retomaram o seu avanço e os restos do exército de Mobutu quase não ofereceram resistência. Em 16 de maio de 1997, após negociações de paz fracassadas realizadas em Ponta Negra a bordo do navio da Marinha sul-africana SAS Outeniqua com Kabila e o presidente da África do Sul Nelson Mandela (que presidiu as negociações), Mobutu fugiu para o exílio. As forças de Kabila, conhecidas como Aliança das Forças Democráticas para a Libertação do Congo-Zaire (AFDL), proclamaram vitória no dia seguinte. Em 23 de maio de 1997, o Zaire foi renomeado como República Democrática do Congo.

## Exílio e morte
Mobutu exilou-se temporariamente no Togo, mas o presidente Gnassingbé Eyadéma instou-o a deixar o país alguns dias depois. A partir de 23 de maio de 1997, viveu principalmente em Rabat, Marrocos, onde viria a morrer em 7 de setembro de 1997, de câncer da próstata, aos 66 anos. Está enterrado num mausoléu acima do solo, no cemitério cristão conhecido como Cimetière européen, em Rabat.
Em dezembro de 2007, a Assembleia Nacional da República Democrática do Congo recomendou a trasladação dos seus restos mortais e a sua inumação num mausoléu na RDC, o que ainda não aconteceu. Mobutu continua enterrado em Marrocos.

## Família
Mobutu foi casado duas vezes, a primeira com Marie-Antoinette Gbiatibwa Gogbe Yetene, em 1955. Tiveram nove filhos. A mulher morreu de insuficiência cardíaca em 22 de outubro de 1977 em Genolier, Suíça, aos 36 anos. Em 1 de maio de 1980, Mobutu casou-se com uma amante, Bobi Ladawa, na véspera de uma visita do papa João Paulo II, legitimando assim a sua relação aos olhos da Igreja. Dois dos filhos do primeiro casamento morreram ainda em vida do pai: Nyiwa (em 16 de setembro de 1994) e Konga (em 1992). Nos anos seguintes à sua morte, morreram outros três: Kongulu (em 24 de setembro de 1998), Manda (em 27 de novembro de 2004) e Ndokula (em 4 de novembro de 2011). O filho mais velho do segundo casamento de Mobutu, Nzanga Mobutu, agora chefe da família, terminou em quarto lugar nas eleições presidenciais de 2006 e mais tarde serviu no governo da República Democrática do Congo como Ministro de Estado e Vice-Primeiro-Ministro. Outro filho, Giala, também serviu no governo da República Democrática do Congo como membro da Assembleia Nacional e do Senado. Uma filha, Yakpwa (apelidada de Yaki), foi brevemente casada com um belga, Pierre Janssen, que mais tarde escreveu um livro, no qual o estilo de vida de Mobutu é descrito em detalhes vívidos.
Ao todo, Mobutu teve dezesseis filhos: 
- Com Marie-Antoinette (primeira esposa): Nyiwa, Ngombo, Manda, Konga, Ngawali, Yango, Yakpwa, Kongulu, Ndagbia (9)
- Com Bobi Ladawa (segunda esposa): Nzanga, Giala, Toku, Ndokula (4)
- Com Kosia Ngama (amante e irmã gêmea da segunda esposa): Yalitho, Tende, Ayessa (3)

## Na mídia
Mobutu foi o tema do documentário belga de três partes de 1999, Mobutu, King of Zaire, de Thierry Michel. Mobutu também participou do longa-metragem Lumumba, de 2000, dirigido por Raoul Peck, que detalhou os anos pré-golpe e golpista na perspectiva de Lumumba. Mobutu também apareceu no documentário americano de 1996, When We Were Kings, que girou em torno da famosa luta de boxe Rumble in the Jungle entre George Foreman e Muhammad Ali pelo campeonato mundial de pesos pesados de 1974, que aconteceu em Quinxassa durante o governo de Mobutu. No filme de aventura de guerra de 1978, The Wild Geese, o vilão, General Ndofa, descrito no filme como um líder extremamente corrupto de uma nação rica em cobre na África Central, era uma versão mal disfarçada de Mobutu. 
Mobutu também pode ser considerado a inspiração por trás de alguns dos personagens das obras de poesia de Wole Soyinka, do romance A Bend in the River, de Vidiadhar Naipaul, e Anthills of the Savannah, de Chinua Achebe. William Close, pai da atriz Glenn Close, já foi médico pessoal de Mobutu e escreveu um livro focando seu serviço no Zaire. O romance histórico de Barbara Kingsolver de 1998, The Poisonwood Bible, retrata os eventos da crise do Congo de um ponto de vista ficcional, apresentando o papel de Mobutu na crise. Mobutu foi interpretado pelo ator belga Marc Zinga no filme de 2011 Mister Bob. A crítica francesa Isabelle Hanne elogiou a atuação de Zinga como Mobutu, escrevendo que ele "incorpora brilhantemente esta figura shakespeariana e sanguinária". Mobutu foi incluído como uma carta promocional adicional no jogo de estratégia baseado em cartas Twilight Struggle . A sua carta, quando jogada, aumenta a estabilidade do país então conhecido como Zaire e aumenta a influência dos Estados Unidos sobre a nação africana.

## Legado

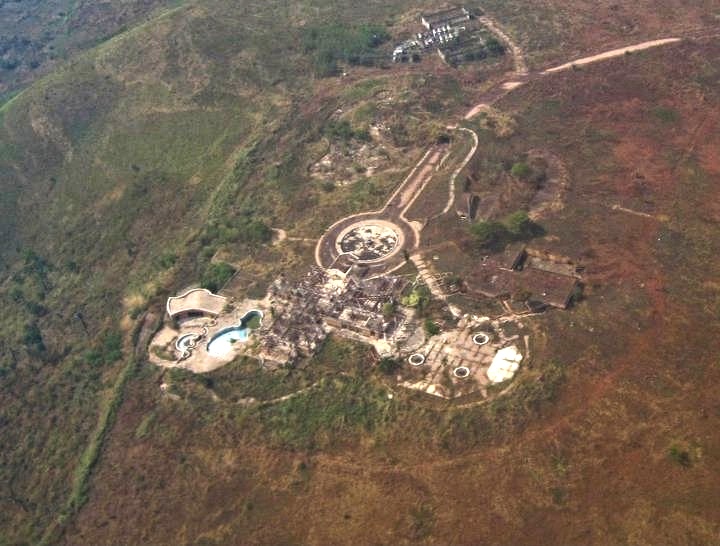
O palácio de Mobutu na cidade natal de seu clã político, Gebadolite, saqueado depois que ele foi deposto e exilado. Fotografado c. 2010

De acordo com o obituário de Mobutu no New York Times : "Ele construiu sua longevidade política sobre três pilares: violência, astúcia e o uso de fundos estatais para subornar inimigos. Seu saque sistemático do tesouro nacional e das principais indústrias deu origem ao termo "cleptocracia" para descrever uma regra de corrupção oficial que supostamente fez dele um dos chefes de estado mais ricos do mundo."
Mobutu se tornou um dos ditadores mais notórios da África, reconhecido por sua crueldade, corrupção e autoritarismo, com um regime crivado de nepotismo, fisiologismo e apropriação indébita, com o próprio Mobutu acumulando uma fortuna pessoal de US$ 4 a US$ 15 bilhões de dólares durante seu governo de trinta anos. Ele era conhecido por sua extravagância, com um suntuoso palácio na cidade de Gebadolite e viagens caras ao exterior (para cidades como Paris), utilizando até mesmo o extremamente caro avião a jato Concorde.
Em 2011, a revista Time o descreveu como o "arquétipo do ditador africano".
Mobutu era famoso por acumular o equivalente a milhões de dólares americanos em seu país. De acordo com as estimativas mais conservadoras, ele roubou entre US$ 50 e US$ 125 milhões de seu país, e algumas fontes estimam que o valor chegue a US$ 150 milhões. De acordo com Pierre Janssen, ex-marido da filha de Mobutu, Yaki, Mobutu não se preocupou com o custo dos presentes caros que deu aos seus amigos. Janssen casou-se com Yaki em uma cerimônia suntuosa que incluiu três orquestras, um bolo de casamento de US$ 65 mil e uma gigantesca queima de fogos de artifício. Yaki usou um vestido de noiva de US$ 70 mil e US$ 3 milhões em joias. Janssen escreveu um livro descrevendo a rotina diária de Mobutu, que incluía várias garrafas de vinho diárias, retentores vindos do exterior e refeições luxuosas.

De acordo com o The Washington Post, Mobutu acumulou entre US$ 50-125 milhões do seu país, classificando-o como o terceiro líder mais corrupto desde 1984 e o líder africano mais corrupto durante o mesmo período. Philip Gourevitch, em We Wish to Inform You That Tomorrow We Will Be Killed with Our Families (1998), escreveu:
Mobutu tinha realmente organizado um funeral para uma geração de líderes africanos dos quais ele – o Dinossauro, como era conhecido há muito tempo – era o modelo: o ditador cliente do neocolonialismo da Guerra Fria, monomaníaco, perfeitamente corrupto e absolutamente ruinoso para a sua nação.
Mobutu foi fundamental para trazer a luta de boxe Rumble in the Jungle entre Muhammad Ali e George Foreman para o Zaire em 30 de outubro de 1974. De acordo com o documentário When We Were Kings, o promotor Don King prometeu a cada lutador cinco milhões de dólares (EUA) pela luta. Para tanto, King ofereceu a luta a qualquer país africano que disponibilizasse dinheiro para sediá-la, em troca de reconhecimento. Mobutu estava disposto a financiar a bolsa de dez milhões de dólares e sediar a luta, a fim de obter reconhecimento internacional e legitimidade no processo. Mobutu ganhou publicidade considerável ao Zaire e ao seu povo nas semanas anteriores ao ataque televisivo, à medida que a atenção mundial se concentrava no seu país. De acordo com uma citação do filme, Ali supostamente disse: "Alguns países vão à guerra para divulgar seus nomes, e as guerras custam muito mais do que dez milhões (dólares)". Em 22 de setembro de 1974, Mobutu apresentou o reconstruído Estádio 20 de Maio, um projeto esportivo multimilionário construído para sediar o card de boxe Ali-Foreman, ao Ministério da Juventude e Esporte do Zaire e ao povo do Zaire.

#### Livros
Inglês
- Ayittey, George B.N. Africa in Chaos: A Comparative History. Palgrave Macmillan. ISBN 0-312-21787-0ISBN 0-312-21787-0
- Burke, Kyle (2018). Revolutionaries for the Right Anticommunist Internationalism and Paramilitary Warfare in the Cold War. Chapel Hill: University of North Carolina Press. ISBN 9781469640747
- Callaghy, Thomas M. Politics and Culture in Zaire. Center for Political Studies. ASIN B00071MTTW
- Callaghy, Thomas M. State-Society Struggle: Zaire in Comparative Perspective. Columbia University Press. ISBN 0-231-05720-2ISBN 0-231-05720-2
- Close, William T. Beyond the Storm: Treating the Powerless & the Powerful in Mobutu's Congo/Zaire. Meadowlark Springs Production. ISBN 0-9703371-4-0ISBN 0-9703371-4-0
- De Witte, Ludo. The Assassination of Lumumba. Verso. ISBN 1-85984-410-3ISBN 1-85984-410-3
- Edgerton, Robert. The Troubled Heart of Africa: A History of the Congo. St. Martin's Press. ISBN 0-312-30486-2ISBN 0-312-30486-2
- Elliot, Jeffrey M., and Mervyn M. Dymally (eds.). Voices of Zaire: Rhetoric or Reality. Washington Institute Press. ISBN 0-88702-045-3ISBN 0-88702-045-3
- French, Howard W. A Continent for the Taking: The Tragedy and Hope of Africa. Vintage. ISBN 1-4000-3027-7ISBN 1-4000-3027-7
- Gerard, Emmanuel, and Kuklick, Bruce. Death in the Congo: Murdering Patrice Lumumba, 2015, Harvard University Press. ISBN 978-0-674-72527-0ISBN 978-0-674-72527-0
- Gould, David. Bureaucratic Corruption and Underdevelopment in the Third World: The Case of Zaire. ASIN B0006E1JR8
- Gran, Guy, and Galen Hull (eds.). Zaire: The Political Economy of Underdevelopment. ISBN 0-275-90358-3ISBN 0-275-90358-3
- Harden, Blaine. Africa: Dispatches from a Fragile Continent. Houghton Mifflin Company. ISBN 0-395-59746-3ISBN 0-395-59746-3
- Hoskyns, Catherine (1965). The Congo Since Independence: January 1960 – December 1961. London: Oxford University Press. OCLC 414961
- Kanza, Thomas R. (1994). The Rise and Fall of Patrice Lumumba: Conflict in the Congo expand ed. Rochester, Vermont: Schenkman Books, Inc. ISBN 978-0-87073-901-9
- Kelly, Sean. America's Tyrant: The CIA and Mobutu of Zaire. American University Press. ISBN 1-879383-17-9ISBN 1-879383-17-9
- Kenyon, Paul (2018). Dictatorland: The Men Who Stole Africa. London: Head of Zeus. ISBN 9-781784-972141
- Kingsolver, Barbara. The Poisonwood Bible. Harper Collins. ISBN 0-606-19420-7ISBN 0-606-19420-7
- Kisangani, Emizet F. (2016). Historical Dictionary of the Democratic Republic of the Congo. Latham: Rowman & Littlefield Publishers. ISBN 9781442273160
- MacGaffey, Janet (ed.). The Real Economy of Zaire: The Contribution of Smuggling and Other Unofficial Activities to National Wealth. Philadelphia: University of Pennsylvania Press. ISBN 0-8122-1365-3ISBN 0-8122-1365-3
- Meditz, Sandra W. and Tim Merrill. Zaire: A Country Study. Claitor's Law Books and Publishing Division. ISBN 1-57980-162-5ISBN 1-57980-162-5
- Mokoli, Mondonga M. State Against Development: The Experience of Post-1965 Zaire. New York: Greenwood Press. ISBN 0-313-28213-7ISBN 0-313-28213-7
- Mwakikagile, Godfrey. Nyerere and Africa: End of an Era, 2006, Chapter Six: "Congo in The 1960s: The Bleeding Heart of Africa." New Africa Press, South Africa. ISBN 978-0-9802534-1-2ISBN 978-0-9802534-1-2; Mwakikagile, Godfrey. Africa is in A Mess: What Went Wrong and What Should Be Done, 2006. New Africa Press. ISBN 978-0-9802534-7-4ISBN 978-0-9802534-7-4
- Nzongola-Ntalaja, Georges. The Congo: From Leopold to Kabila: A People's History. Zed Books. ISBN 1-84277-053-5ISBN 1-84277-053-5
- Odom, Thomas Paul (1993). Shaba II The French and Belgian Intervention in Zaire in 1978. Fort Leavenworth: U.S. Army Command and General Staff College, Combat Studies Institute. ISBN 9781839310973
- Reid, Stuart A. (2023). The Lumumba Plot. New York: Alfred A. Knopf. ISBN 9781524748814
- Sandbrook, Richard (1985). The Politics of Africa's Economic Stagnation. Cambridge University Press. ISBN 0-521-31961-7ISBN 0-521-31961-7
- Schatzberg, Michael G. The Dialectics of Oppression in Zaire. Indiana University Press. ISBN 0-253-20694-4ISBN 0-253-20694-4
- Schatzberg, Michael G. Mobutu or Chaos? University Press of America. ISBN 0-8191-8130-7ISBN 0-8191-8130-7
- Stockwell, John. In Search of Enemies, W. W. Norton; First Edition (17 de março de 1984) ISBN 0393009262
- Taylor, Jeffrey. Facing the Congo: A Modern-Day Journey into the Heart of Darkness. Three Rivers Press. ISBN 0609808265ISBN 0609808265
- Young, Crawford; Turner, Thomas (1985). The Rise and Decline of the Zairian State. Madison: University of Wisconsin Press. ISBN 9780299101138

Francês
- Braeckman, Colette. Le Dinosaure, le Zaïre de Mobutu. Fayard. ISBN 2-213-02863-XISBN 2-213-02863-X
- Chomé, Jules. L'ascension de Mobutu: Du sergent Désiré Joseph au général Sese Seko. F. Maspero. ISBN 2-7071-1075-2ISBN 2-7071-1075-2
- Dungia, Emmanuel, Mobutu et l'Argent du Zaïre, les révélations d'un diplomate, ex-agent des Services secrets. L'Harmattan. ISBN 2-7384-1133-9ISBN 2-7384-1133-9, ISBN 978-2-7384-1133-4.
- Mobutu Sese Seko. Discours, allocutions et messages, 1965–1975. Éditions J.A. ISBN 2-85258-022-5
- Monheim, Francis. Mobutu, l'homme seul. Editions Actuelles. (Unknown ISBN)
- Ngbanda Nzambo-ku-Atumba, Honoré. Ainsi sonne le glas! Les Derniers Jours du Maréchal Mobutu. Gideppe. ISBN 2-9512000-2-1ISBN 2-9512000-2-1
- Nguza Karl-i-Bond, Jean. Mobutu ou l'Incarnation du Mal Zairois. Bellew Publishing Co Ltd. ISBN 0-86036-197-7

Outros
- Shaw, Karl (2005) [2004]. Power Mad! [Šílenství mocných] (em checo). Praha: Metafora. ISBN 978-80-7359-002-4